# 智能流体
智能流体（英語：smart fluids）指的是用电场或磁场可以改变其流动性能（主要为粘滞系数）的流体。
智能流体分为二大类；电流变液和磁流变液。电流变液一般是由半导体颗粒在介电质油中组成悬浮液；而磁流变液则是由磁性颗粒在非磁性油类中组成的悬浮液。二种流体的流动机理都是相同的；电场使电流变液内颗粒极化；磁场使磁流变液的颗粒磁化，并成线状，从而使它们的流动性改变。电场或磁场去掉后，它们的性又可复原。
电流变液在电场作用下，其粘滞系数可发生105級的变化；例如；一典型的电流变液，在电场作用下；只要在毫秒的晌应时间内，就可变成凝胶；这种过程是可逆的。它有时也称为温斯洛夫效应，它是美国发明家威利斯·温斯洛夫于1947年发明的。
电流变液的主要用途为制造快速液压阀和离合器；它们的间距在1mm左右；所加电压约为1KV。磁流变液在磁场作用下，它的外观粘滞系数可一直变为粘弹性固体；改变磁场强度；可精确控制它的内应力状态；可以传送力。它的主要应用在工业中制造各种阻尼器和减震器。